# Дархан
Дархан (монг. Дархан — коваль) — одне з найбільших міст Монголії та адміністративний центр аймаку Дархан-Уул. Число його населення складає 74 738 мешканців станом на 2010 рік. Офіційно Дархан — особлива адміністративно-територіальна одиниця Монголії (разом з Улан-Батором та Ерденетом), яка прирівнюється до аймаку.

## Розташування

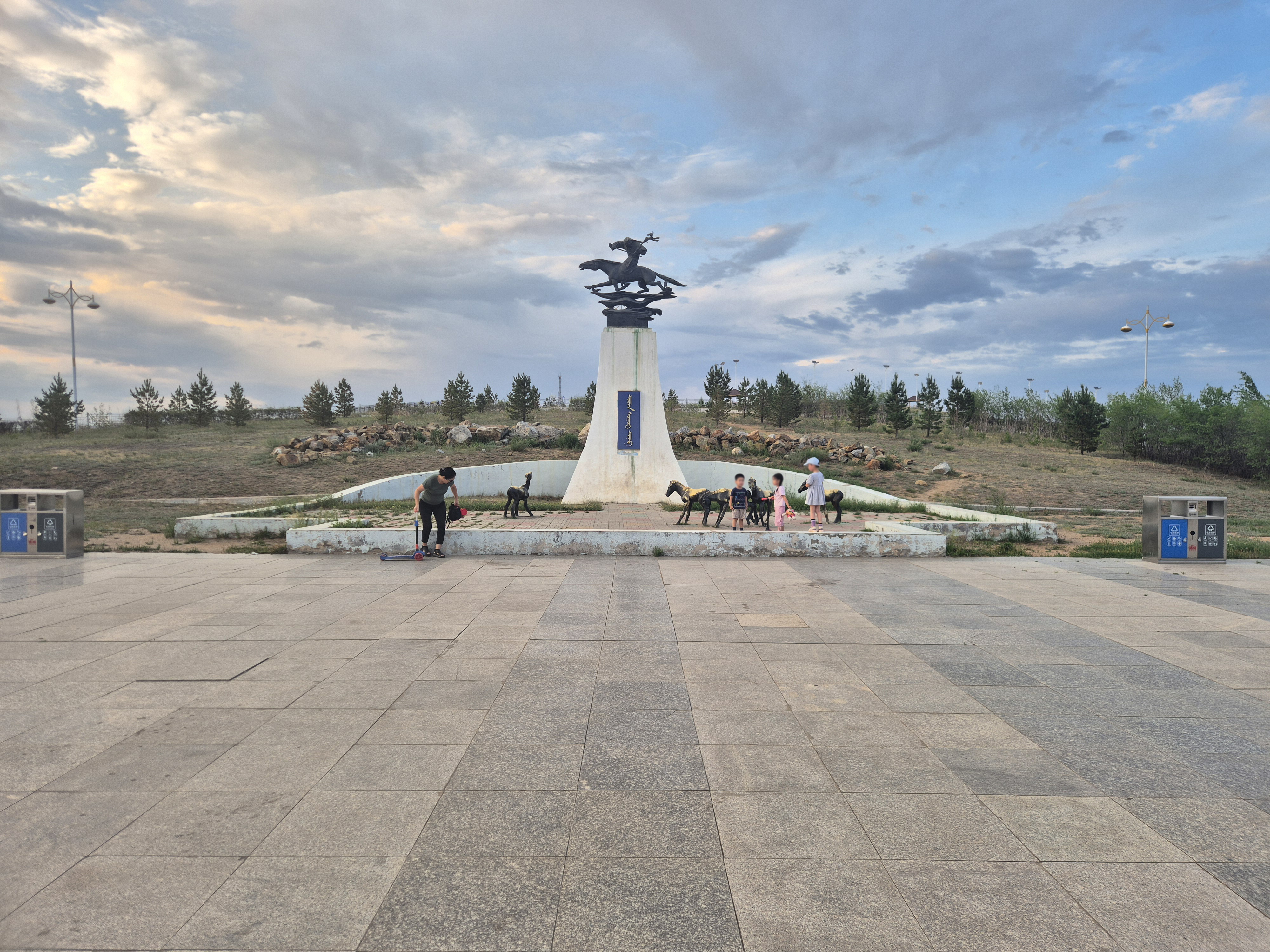
Пам'ятник морінхур

Дархан розташований на висоті 850 метрів над рівнем моря, площа 103 кв. км. Відстань до Улан-Батора 234 км, до монголо-російського кордону 125 км. Місто розташоване на ріці Хараа Гол — притоці Орхона.

## Економіка
У місті розташовані домобудівельний комбінат, овчинно-шубна фабрика, м'ясопереробний комбінат, комбінат з переробки зерна та борошна, кондитерська фабрика, комбінат з виробництва алкогольних та безалкогольних напоїв. Місто було збудоване як один з основних комплексів для виробництва будівельних матеріалів. 1990 року на базі японських технологій та устаткування був збудований завод з виробництва сталі. У місті працює металургійний комбінат. При цьому обробні потужності діють в Дархані, а підприємство до добуванню та збагаченню — на території Селенгійського аймаку поблизу родовища залізної руди. Спочатку перше підприємство монгольської чорної металургії використовувало 60 % своєї потужності, однак у 2008 році цей показник досягав 92 %.
Японський банк міжнародного розвитку та корпорація «Тойо інженерінг» та монгольська компанія «Монгол Секью» планують збудувати нафтопереробний завод потужністю 2 млн тонн пального в рік шляхом переробки сирої нафти.

## Транспорт
Залізниця та автомобільна дороги зв'язують місто з Улан-Батором, Ерденетом. 1975 року відправлений перший потяг сполучення Улан-Батор — Москва, того ж року здана в експлуатацію залізнична колія Дархан-Ерденет довжиною 164 км. Головною залізничною колією Монголії є трансмонгольська магістраль Сухе-Батор — Улан-Батор — Дзамин-Ууд, від якої відходять кілька колій, серед них 63-кілометрова Дархан — Шарин-Гол, яка з'єднує місто з вугільним кар'єром Шарин-Гол. Нова дорога з'єднує Дархан з Росією, столицею Монголії та третім за величиною містом Монголії Ерденетом. Дорога від російського кордону до Улан-Батора вважається одною з найкращих в Монголії.

## Клімат
Місто знаходиться у зоні, котра характеризується вологим континентальним кліматом з теплим літом. Найтепліший місяць — липень із середньою температурою 19.3 °C (66.7 °F). Найхолодніший місяць — січень, із середньою температурою -23.6 °С (-10.5 °F).
| Клімат Дархана          | Клімат Дархана | Клімат Дархана | Клімат Дархана | Клімат Дархана | Клімат Дархана | Клімат Дархана | Клімат Дархана | Клімат Дархана | Клімат Дархана | Клімат Дархана | Клімат Дархана | Клімат Дархана | Клімат Дархана |
| Показник                | Січ.           | Лют.           | Бер.           | Квіт.          | Трав.          | Черв.          | Лип.           | Серп.          | Вер.           | Жовт.          | Лист.          | Груд.          | Рік            |
| Середній максимум, °C   | −16,4          | −9,6           | 1,1            | 12,1           | 20,4           | 24,6           | 26             | 24,1           | 17,8           | 9,6            | −3,3           | −12,2          | 7,9            |
| Середня температура, °C | −23,6          | −18,1          | −6,7           | 3,6            | 11,4           | 16,7           | 19,3           | 17,3           | 10,2           | 1,9            | −10,3          | −19            | 0,2            |
| Середній мінімум, °C    | −30,8          | −26,5          | −14,5          | −4,8           | 2,4            | 8,8            | 12,6           | 10,5           | 2,5            | −5,8           | −17,4          | −25,8          | −7,4           |
| Норма опадів, мм        | 4.3            | 2.8            | 3.2            | 8.9            | 19.9           | 57             | 86.6           | 82             | 40.8           | 14.4           | 5.6            | 5.2            | 330.7          |
| Днів з опадами          | 6              | 5              | 4              | 6              | 8              | 14             | 16             | 14             | 10             | 7              | 7              | 8              | 105            |
| ----------------------- | -------------- | -------------- | -------------- | -------------- | -------------- | -------------- | -------------- | -------------- | -------------- | -------------- | -------------- | -------------- | -------------- |
| Джерело: Weatherbase    |                |                |                |                |                |                |                |                |                |                |                |                |                |

## Населення
Населення міста складає 66 тисяч осіб, разом з містами-супутниками 120 тисяч, у тому числі росіяни 0,3 %, китайці 0,2 %. Основна мова — монгольська.

## Історія
Місто було засноване 17 жовтня 1961 року, коли в Селенгинському аймаку Монголії на залізничній станції Бурханин Хендій було закладено нове місто. Дархан є зразком типового промислового центру Монголії. У 1970-1990-х роках за допомогою радянських спеціалістів було збудовано чимало промислових підприємств.

## Освіта
Другий за значенням освітній центр Монголії. 12 вищих навчальних закладів, 22 середні школи, 14 дитячих садочків. Філія Сільськогосподарського університету, Науково-технічний університет, медичний коледж, інститут «Дархан».

## Культура
У місті є молодіжний театр.

## Туризм

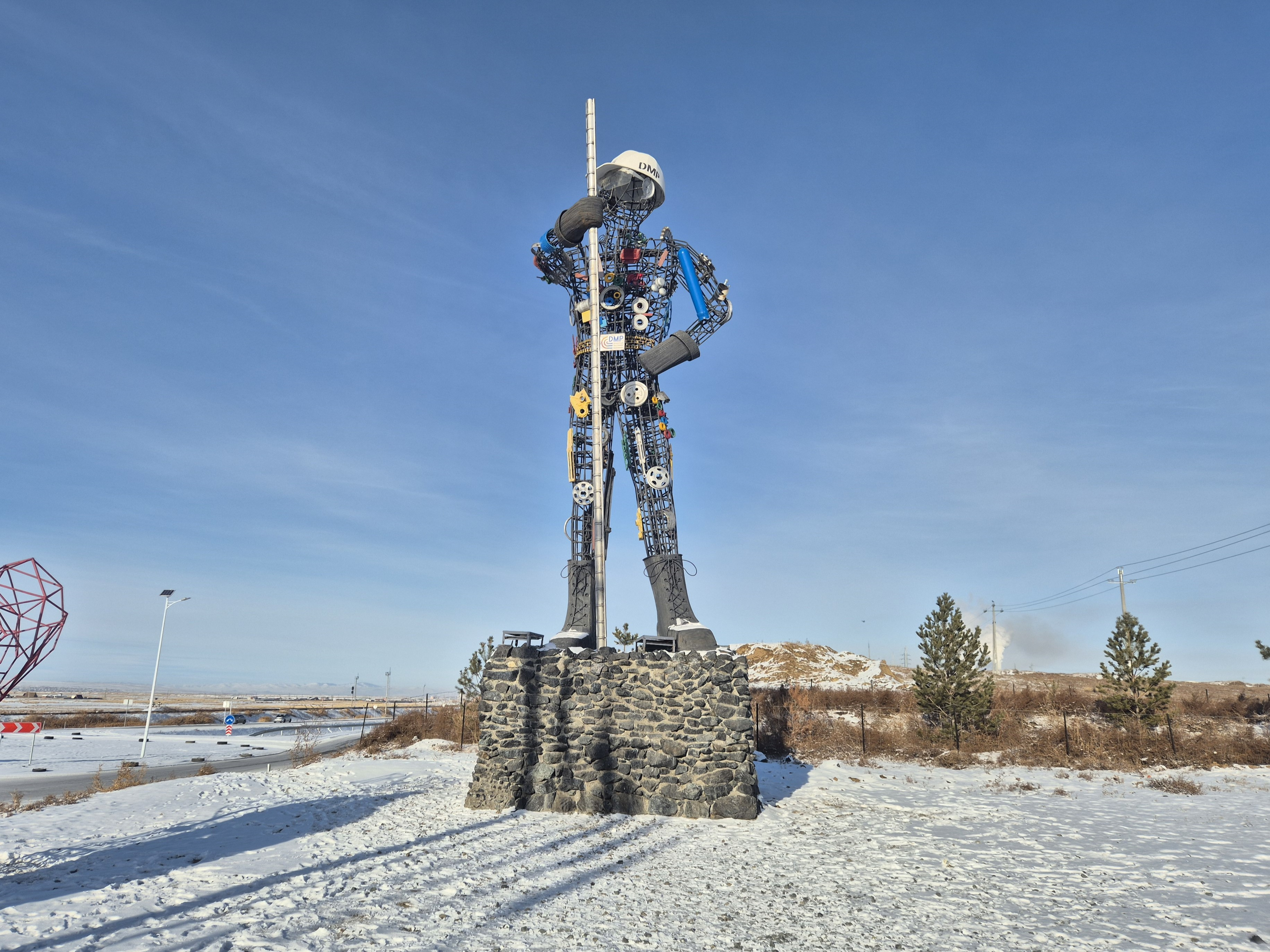
Пам'ятник металургу

Оглянути місто можна з оглядового майданчика, який розташований між «старим» та «новим» Дарханом. Місто відоме своїм великим речовим ринком. Дархан достатньо зелений, цікавий своєю архітектурою. Хоча більша частина міста забудована типовими п'ятиповерхівками, водночас вони зберігають монгольський колорит. Балкони більшості будинків своїми формами нагадують монгольську юрту.
У місті є найбільший в Монголії дитячий парк. У «старій» частині Дархану розташований буддійський монастир Харагін (Kharagiin Khiid). Також у новій частині міста розташовано буддійський комплекс. Музей народного мистецтва має колекцію археологічних знахідок, традиційної монгольської одежі, експонатів релігійної спрямованості. На виїзді з міста розташована скульптура металурга, яка зварена з автомобільних запчастин, арматури, шестерень, швейних машинок. Туристи можуть зупинитись в готелі «Уртуушин» (Urtuushin hotel).

## Люди, пов'язані з Дарханом
- Ніколаєв Андріян Григорович — льотчик-космонавт СРСР, герой МНР, почесний громадянин міста Дархан